# Adolina
Adolina is een bestuurslaag in het regentschap Serdang Bedagai van de provincie Noord-Sumatra, Indonesië. Adolina telt 1091 inwoners (volkstelling 2010).